# Lisunov Li-2
El Lisunov Li-2, originalmente designado PS-84 (en ruso: Ли-2, designación OTAN: Cab), era una versión construida bajo licencia del Douglas DC-3. Fue fabricado por la GAZ-84 cerca de Moscú, y posteriormente por la GAZ-34 en Tashkent. El proyecto, fue dirigido por el ingeniero aeronáutico Boris Pavlovich Lisunov.

## Diseño y desarrollo

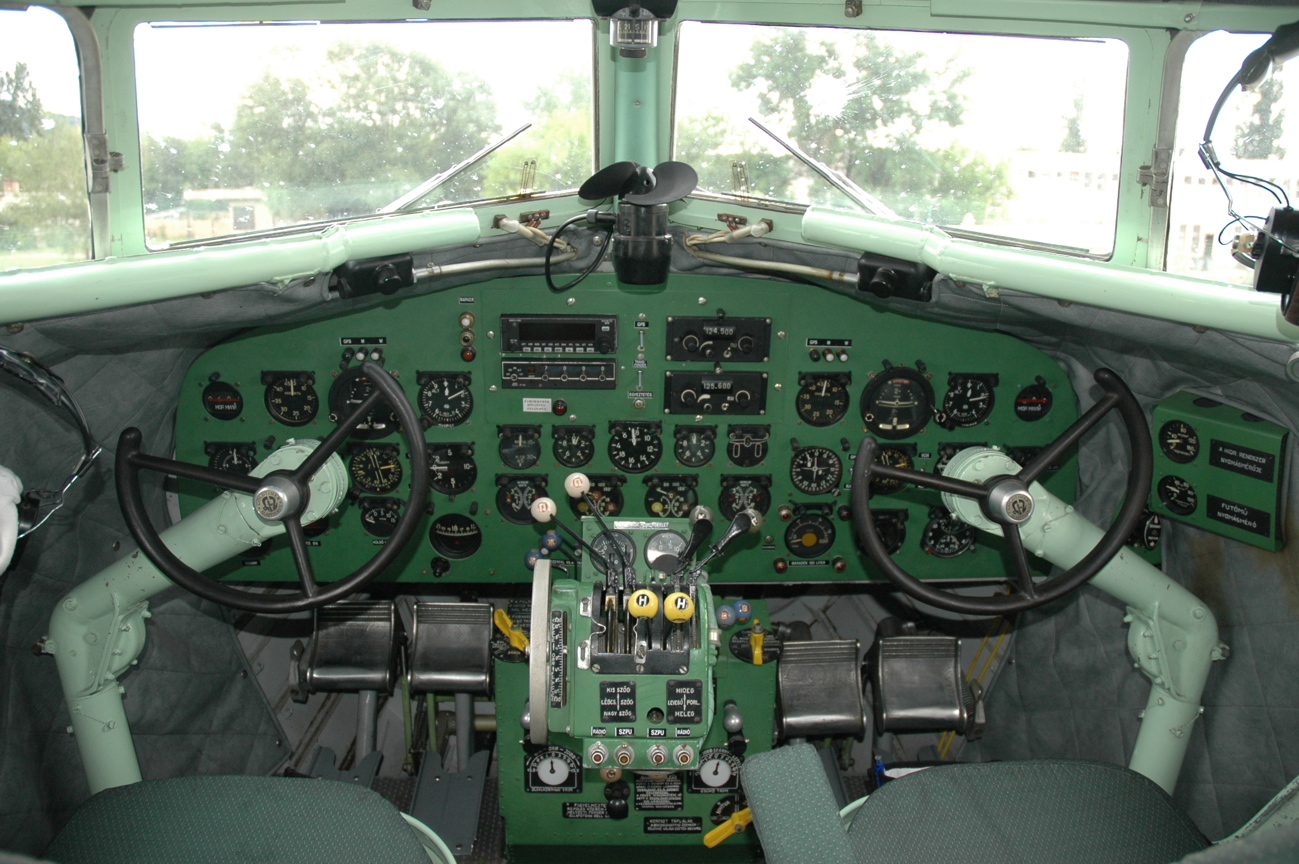
Cuadro de mandos del Lisunov Li-2

La Unión Soviética había recibido sus primeros DC-2 en 1935 y, aunque habían encargado un total de 18 DC-3 el 11 de abril de 1936, los soviéticos consiguieron adquirir 21 aviones de este modelo antes de la Segunda Guerra Mundial. El acuerdo estaba acompañado por una licencia de producción "for free" desde el 15 de julio de 1936. Lisunov pasó dos años en la Douglas Aircraft Company, entre 1938 y 1940, y modificó el C-47 en una versión soviética, a la cual se le dio la designación PS-84 (Passashirsky Samolyot 84, avión de pasajeros 84). 
Aunque la intención original era incorporar algunos cambios al diseño básico, la GAZ-84 documentó hasta 1200 cambios de ingeniería sobre los planos de ingeniería de Douglas, y esos no eran los pequeños cambios acordados por Vladimir Myasishchev para cambiar las medidas al sistema métrico decimal. Algunos de estos cambios fueron importantes, como el uso de los motores rusos Shvetsov ASh-621R. La puerta de pasajeros se movió al lado derecho del fuselaje, con la apertura de una puerta de carga en el lado izquierdo donde se situaba originalmente la puerta de pasajeros. La estructura se vio reforzada, al no ser exactas las equivalencias con el sistema métrico, optándose siempre por la más resistente de las dos más cercanas. Para operar en regiones árticas, a las modificaciones posteriores se les dotó de la posibilidad de un tren de aterrizaje con esquíes. Desde 1939, los primeros PS-84 comenzaron a salir de las líneas de producción del GAZ-84.
Al contrario que el C-47, el desarrollo militar del DC-3, algunas versiones militares del Li-2 estaban equipadas con una bodega de bombas y una torreta dorsal.

## Historia operacional
Los PS-84 anteriores a la guerra volaron como aviones de pasajeros para Aeroflot, pero cuando Alemania atacó a la Unión Soviética en 1941, muchos de los PS-84 fueron usados para fines militares y fueron redesignados Lisunov Li-2 en 1942. Para el 22 de junio de 1941, se habían construido un total de 237 PS-84 en la GAZ-84, todos en configuración civil de pasajeros. En respuesta a la invasión, el Kremlin puso en marcha un plan para trasladar gran parte de la capacidad industrial de la Unión Soviética al este, con la producción del Li-2 terminando en la GAZ-34 en Tashkent, actual capital de Uzbekistán, a donde la fábrica y todo su personal fueron transportados en ferrocarril en diciembre de 1941. Después de un gran esfuerzo, la fábrica estaba ya produciendo PS-84 nuevamente en enero de 1942. El modelo militar estaba equipado con una ametralladora ShKAS de 7,62 mm, y posteriormente, con una ametralladora pesada UBK de 12,7 mm. Los aviones fueron utilizados para transporte, envío de suministros a los partisanos, bombardeo y como ambulancia aérea. La versión designada Li-2VV (Vojenny Variant = variante militar) fue rediseñada para añadir armamento defensivo en el morro, y también podía transportar cuatro bombas de 250 kg bajo las alas. Además, podía portar pequeñas bombas dentro del fuselaje, que eran lanzadas por la puerta de carga por la tripulación.
Se fabricaron un total de 4937 aviones Li-2 de todas las versiones entre 1940 y 1954 y fue usado extensamente en la Europa Oriental hasta la década de 1960. Los últimos supervivientes, fueron utilizados en China y Vietnam durante la década de 1980.
Varias aerolíneas usaron el Lisunov Li-2, entre otras Aeroflot, CAAK, CSA, LOT, Malév, Aviación Polar, TABSO y Tarom.

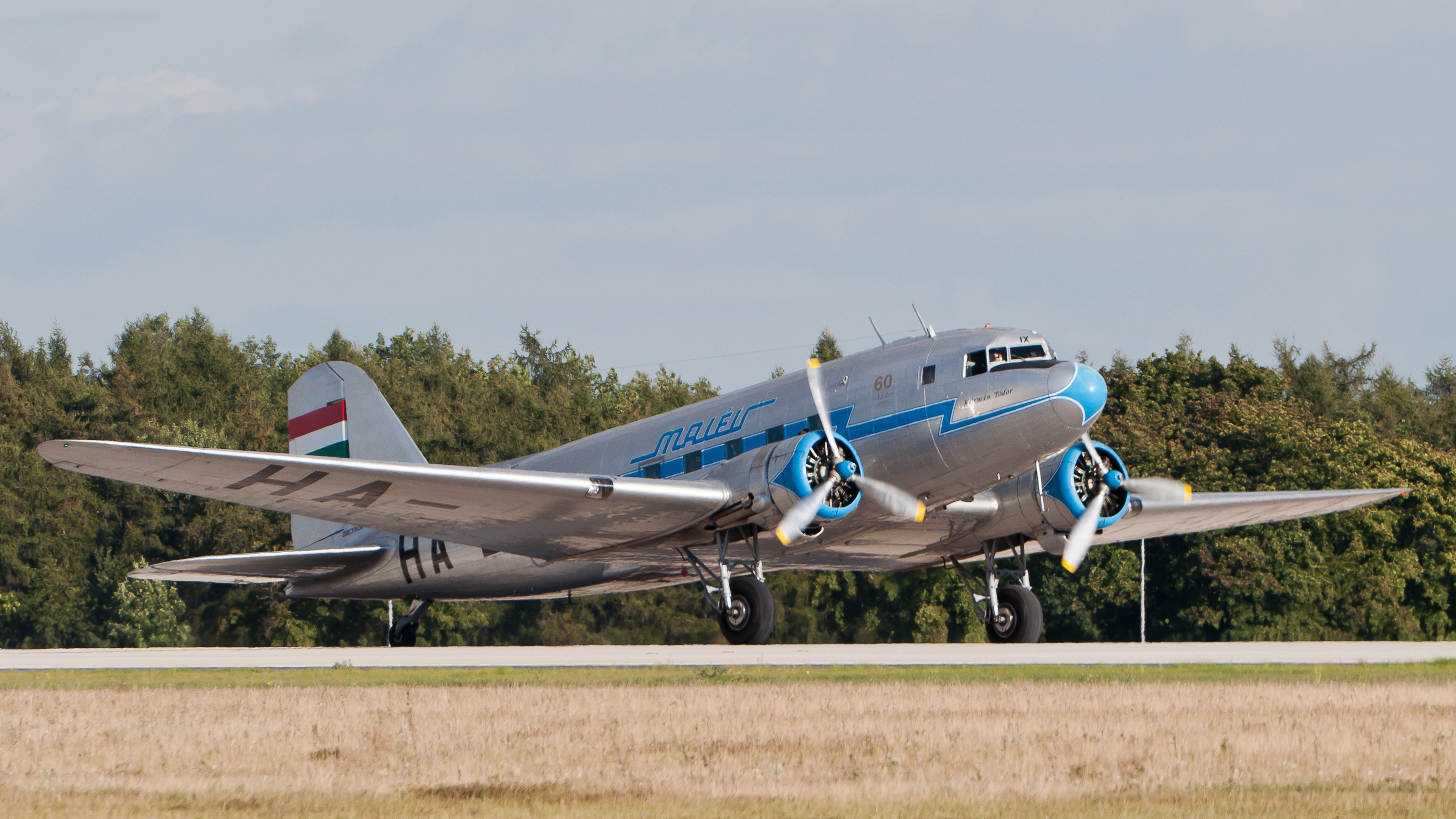
El Lisunov Li-2T HA-LIX de Malév.

En la actualidad se conserva únicamente un Li-2T restaurado en condiciones de vuelo. El avión, con matrícula húngara HA-LIX, fue construido en Tashkent en 1949 con el número de serie 18433209, y participa regularmente en espectáculos aéreos.

## Variantes

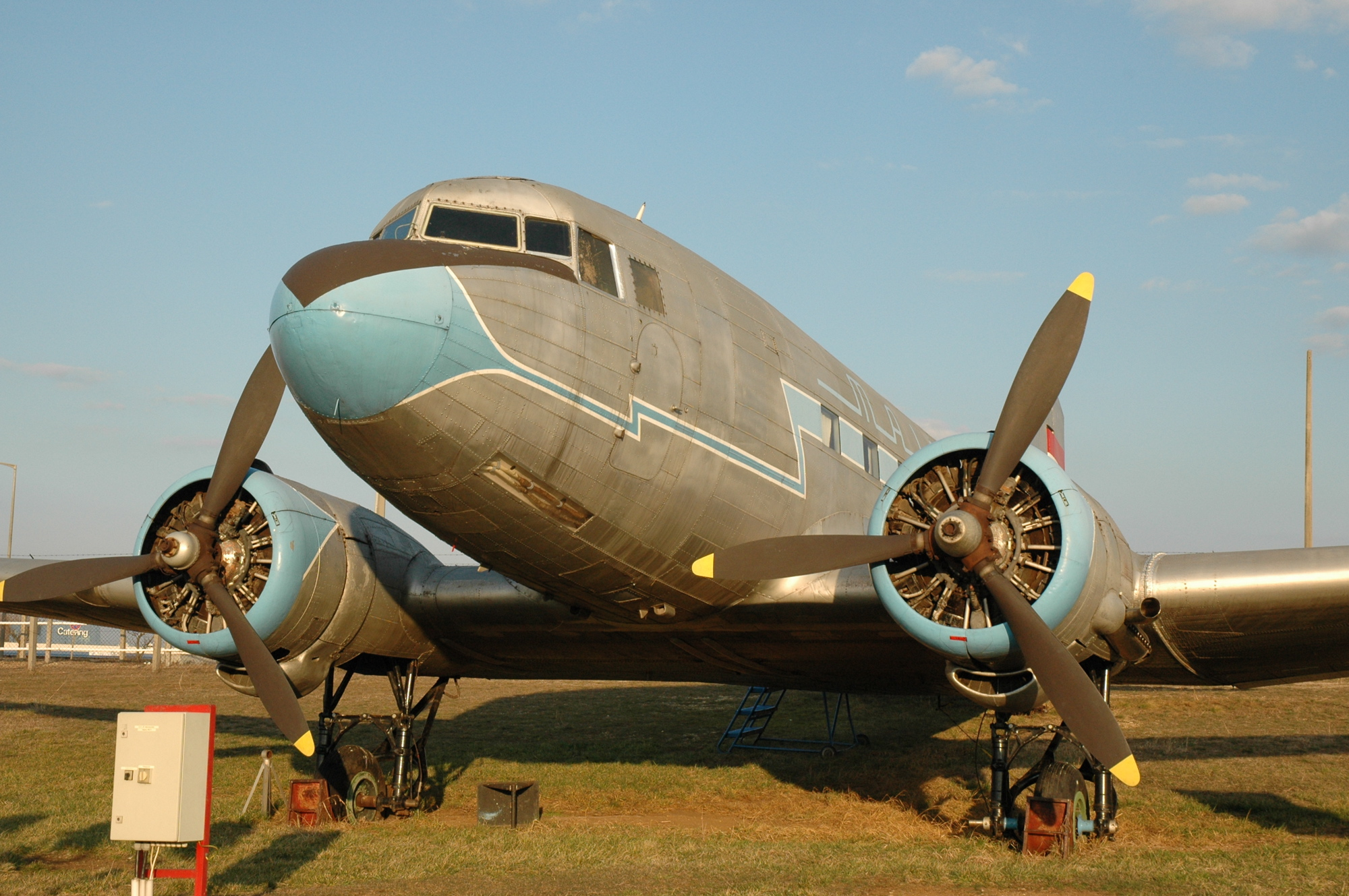
Lisunov Li-2 (reg. HA-LIQ), exhibido en el Parque Memorial de la Aviación (Budapest, Hungría)

PS-84Avión de pasajeros original, equipado con entre 14 y 28 asientos. De menor envergadura y peso en vacío que el DC-3, y con unos motores algo menos potentes. La puerta de carga estaba colocada en el lado derecho del fuselaje.
Li-2Avión de transporte militar con armamento defensivo (designación utilizada desde el 17 de septiembre de 1942).
Li-2DVersión de transporte de paracaidistas (1942), con piso reforzado y tirantes adicionales, además de una puerta de carga (ligeramente más pequeñas que las puertas del C-47) en la izquierda.
Li-2PModelo básico civil para pasajeros.
Li-2PGVersión civil mixta, de carga y pasajeros.
Li-2RVersion de reconocimiento, equipada con zonas de observación tras la cabina.
Li-2VVVersión de bombardeo (1942).
Li-2VVersión de gran altitud del Li-2 para investigación meteorológica, equipado con turbocompresores.
Li-3Versión yugoslava equipada con motores estadounidenses Pratt & Whitney R-1830 (similares a los del DC-3).
Li-2TVersión polaca para entrenamiento de bombarderos.

## Operadores

### Militares
Bulgaria
 Checoslovaquia
 China
 Hungría
 Madagascar
 Mongolia
 Corea del Norte
 República Democrática de Vietnam
 Polonia
 Rumania
Unión Soviética
 Siria
 Yugoslavia
- Fuerza Aérea Yugoslava
  - Primer regimiento de transporte  - Belgrado

### Civiles
ChinaCorporación Nacional de Aviación de China
 Rep. ChecaCSA
 HungríaMalév
 Corea del NorteCAAK
 PoloniaLOT
 RumaniaTarom
Unión SoviéticaAeroflot

## Especificaciones (Li-2)

### Características generales
- Tripulación: 5-6 tripulantes
- Capacidad: Más de 20 pasajeros
- Longitud: 19,65 m
- Envergadura: 28,81 m
- Peso vacío: 7750 kg
- Peso cargado: 10 700 kg
- Peso máximo al despegue: 11 280 kg
- Planta motriz: 2× Motor radial de 9 cilindros refrigerado por aire Shvetsov ASh-62IR.
  - Potencia: 736 kW (1000 hp) cada uno.
- Hélices: 1× VISh-21 de 4 palas por motor.

### Rendimiento
- Velocidad máxima operativa (Vno): 300 km/h
- Velocidad crucero (Vc): 245 km/h
- Alcance: 1100-2500 km,

### Armamento
- Armas de proyectiles: 3 ametralladoras ShKAS  de 7,62 mm, 1 ametralladora UBK de 12,7 mm
- Bombas: 1000 kg de bombas (carga normal), 2000 kg bombas (distancias cortas)

### Desarrollos relacionados
- Douglas DC-3
- C-47 Skytrain
- AC-47 Spooky

### Aeronaves similares
- Boeing 247
- Ilyushin Il-14
- Junkers Ju 52
- Saab 90 Scandia